# Karina Jørgensen
Karina Jørgensen (* 10. Oktober 1988 in Indien) ist eine dänische Badmintonspielerin.

## Karriere
Nach zwei Titeln im Nachwuchsbereich und einem Titel bei der Badminton-Junioreneuropameisterschaft 2007 gewann sie 2007 auch den Langenfeld Cup, den Danish Junior Cup und die German Juniors. 2008 erreichte sie das Halbfinale der Spanish International und das Viertelfinale der dänischen Meisterschaften. 2009 stand sie im Semifinale der Swedish International Stockholm und im Viertelfinale der Bitburger Open. Ein Jahr später siegte sie bei den Dutch International.

## Sportliche Erfolge
| Saison    | Veranstaltung                                    | Disziplin   | Platz | Name                       |
| --------- | ------------------------------------------------ | ----------- | ----- | -------------------------- |
| 2004/2005 | Dänemark: Einzelmeisterschaften der Junioren U17 | Dameneinzel | 1     | Karina Jørgensen, Lillerød |
| 2006/2007 | Dänemark: Einzelmeisterschaften der Junioren U19 | Dameneinzel | 1     | Karina Jørgensen, Lillerød |
| 2007      | Junioren-Europameisterschaft                     | Dameneinzel | 1     | Karina Jørgensen           |
| 2007      | Langenfeld Cup                                   | Dameneinzel | 1     | Karina Jørgensen           |
| 2007      | Danish Junior Cup                                | Dameneinzel | 1     | Karina Jørgensen           |
| 2007      | German Juniors                                   | Dameneinzel | 1     | Karina Jørgensen           |
| 2008      | Spanish International                            | Dameneinzel | 3     | Karina Jørgensen           |
| 2009      | Swedish International Stockholm                  | Dameneinzel | 3     | Karina Jørgensen           |
| 2010      | Dutch International                              | Dameneinzel | 1     | Karina Jørgensen           |
| 2010      | Czech International                              | Dameneinzel | 1     | Karina Jørgensen           |